# سیارک ۱۵۳۵
سیارک ۱۵۳۵ (به انگلیسی: 1535 Paijanne، نامگذاری:1939RC) هزار و پانصد و سی و پنجمین سیارک کشف شده‌است که در ۹ سپتامبر ۱۹۳۹ کشف شد.
قدر مطلق سیارک برابر ۱۰٫۷۰ است.